# Клочківська вулиця
Клочківська вулиця — одна з головних транспортних вулиць Харкова, що прямує від Сергіївського майдану на перехресті зі Соборним узвозом до Об'їзної дороги на Олексіївці, де переходить в автошлях Т-2103 у напрямку Дергачів, поселення Мала Данилівка та російсько-українського кордону близько Козачої Лопані. Повністю перетинає Шевченківський район з півдня на північ. Довжина вулиці 8 км, ширина — 12-30 м. Поштові індекси 61003, 61022, 61045, 61051, 61141, 61145.

## Назва
У XVIII столітті на околиці Харкова знаходилась невеличка слобідка Клочківка. Вважається, що її заснував харківський полковий суддя Тимофій Клочко. Вона мала 67 садів та 85 хат. Дорога до слободи проходила від Університетського саду і далі у пісках (збереглася Піщана вулиця, паралельна Клочківській. У XIX ст. отримала назву Пісковської або Клочківської.

## Історія
На початку Клочківської вулиці 1824 року відкрили рибні лавки. 1909 року вулицею пройшла трамвайна лінія.
1924 на Клочківській розпочались великі планувальні роботи. Там де був пустир, перерізаного глибоким яром, облаштували Клочківський узвіз, що з'єднав вулицю з Майданом Свободи. Тоді ж на вулиці продовжили лінію трамвая.
Біля сучасного Бурсацького мосту у 30-х роках XIX століття знаходились кузні, а за ними — кам'яні торгові бані. Частина Клочківської, що прилягала до Покровського собору, довгий час залишалася незабудованою через болото, і лише з 50-х років XIX століття там почали з'являтися житлові будинки та різноманітні торговельні заклади. На розі Клочківської та Купецького спуску (нині — Соборний спуск) збудований готель «Московський».
Після Другої світової війни вулиця перенесла великі відновлювальні роботи. В 1955 році на схилі Сада Шевченко, що виходить на Клочківську, споруджені чудові каскадні сходи. 1959 року була розширена проїзжа частина вулиці, продовжена трамвайна лінія. Довгий час на Клочківській, 52, знаходився ботанічний сад Харківського національного університету імені В. Н. Каразіна. Пізніше частина ботанічного саду була перенесена на новий майданчик в район Павлова Поля (Саржин яр). На Клочківській розташований ряд підприємств, серед яких заводи «Металіст», торгового машинобудування і харчових кислот.
Значні будівельні роботи здійснені у 1971-1975 роках під час дев'ятої п'ятирічки. У кінці вулиці був споруджений великий шляхопровід, яким пройшла об'їзна дорога навколо Харкова. Відкритий кінотеатр «Сучасник» на 600 місць (арх. Соколовський Г. М., Анвельт Л. А., 1974, побудований по переробленому типовому проєкту 264-13-35, нині не працює), завершені роботи з будівництва палацу водного спорту. На початку 1976 року на Клочківській була відкрита Міська дитяча лікарня №7 на 500 місць з великим поліклінічним відділенням. У дев'ятій п'ятирічці згідно з проектом, розробленим інститутом Харківпроєкт, почалась забудова мікрорайонів Павлівки, що зайняли значну територію вздовж вулиці Клочківської. На території у 290 гектарів виникло п'ять мікрорайонів, об'єднаних у єдиний житловий масив площею 650 тисяч м² житла. Особливо значне житлове будівництво розвернулося у північній частині вулиці у районі Олексіївки. У 1971—1975 роках споруджено чимало житлових будов, у тому числі гуртожитки для ряду інститутів та технікумів міста.

## Визначні місця
- Малий каскад на Університетській гірці
- Книжковий та речовий ринок
- Міський сад імені Шевченка
- Каскад у саду Шевченка
- Пантелеймонівський храм
- Соснова гірка
- Храм Олексія, людини Божої
- Римо-католицький костел (будується)
- Комплекс історичних будівель (3, 3А, 5, 5А, 18)

## Житлові комплекси й будинки
- ЖК «Лайнер» (№ 46);
- Типова багатоповерхівка 1950-х років (№ 61/63)
- ЖК "Німецький проект (№ 93);
- ЖК «Домініон» (№ 101-Ж)
- ЖК «Флагман» (№ 109-Б)
- ЖК «Павлівський квартал» (№ 117);

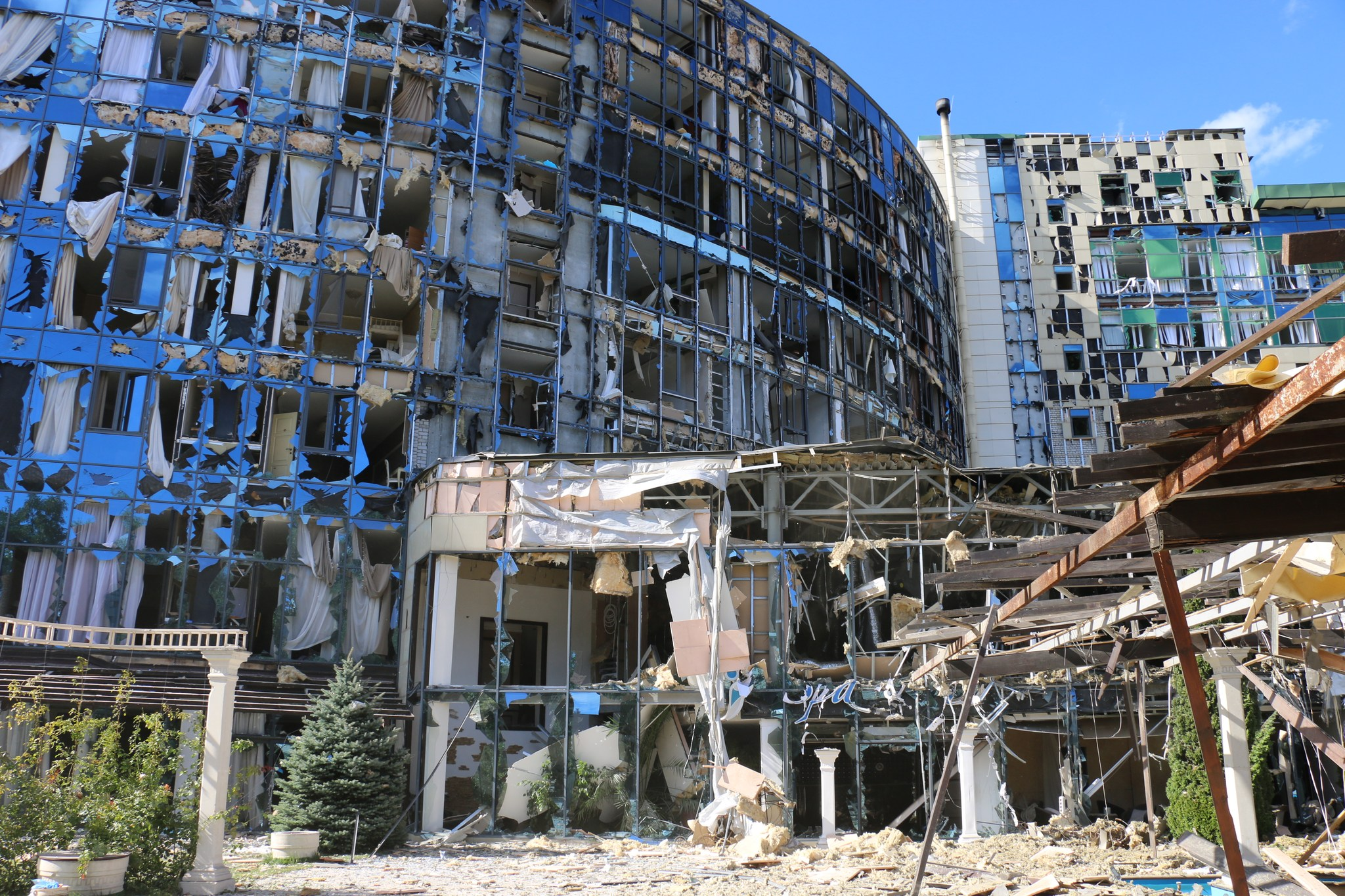
Розважальний комплекс «Місто» (Клочківська вул., 190а) після російського обстрілу 9 вересня 2022 року під час вторгнення путінських військ в Україну (ще фото та відео руйнувань у місті)

- ЖК «Адмірал» (№ 258)

## Найбільші торговельні заклади, клуби
- Офлайн-магазин «ROZETKA» (колишня будівля супермаркету Billa)
- «РОСТ», супермаркет (№ 65);
- «Класс», супермаркет (№ 104 А) (колишня будівля супермаркету «Велика кишеня» та гіпермаркету електроніки «МКС»);
- «Будмен», будівельний супермаркет (№ 119-А);
- «Восторг», супермаркет (№ 132) (колишнє приміщення супермаркету «Рокфор»);
- ТЦ «Марс», супермаркет електроніки та сантехніки (№ 159);
- «YOD», спортивний клуб (№ 173) (колишнє приміщення супермаркету «Восторг»);
- «Місто», нічний клуб (№ 190-А).

## Транспорт

### Трамвайні маршрути
- 12: Лісопарк — Вокзал «Харків-Пасажирський»
- 20: Вокзал «Харків-Пасажирський» — просп. Перемоги (трамвайне коло)

На Клочківській розташовані два трамвайних обертових кола: «Європейська», «Мала Данилівка».

### Автобусні маршрути
- 22т: ст. м. «23 Серпня» — просп. Людвига Свободи — вул. Клочківська (Інститут протезування)
- 76т: м-н Конституції — вул. Клочківська (Інститут протезування)
- 156т: Центральний ринок (вул. Різдвяна) — ст. Лозовенька — ХГЗВА
- 217е/т: ст. м. «Майдан Конституції» — Олексіївський ринок
- 221е/т: Вокзал «Харків-Пасажирський» — просп. Перемоги (трамвайне коло)
- 245е/т: м-н Свободи (ст. м. «Університет») — Студмістечко
- 263е/т: 602-й мікрорайон — вул. Клочківська (Інститут протезування)
- 277т: Вокзал «Харків-Пасажирський» — Лікарня швидкої та невідкладної допомоги
- 278е: Військове містечко — Центральний ринок
- 282т: ст. м. «Холодна Гора» — просп. Перемоги (трамвайне коло)
- 286е: сел. Жуковського — м-н Конституції
- 291т: ст. м. «Ярослава Мудрого» — Універсам № 40 (Соснова гірка)
- 301е: Військове містечко — Лікарня швидкої допомоги — просп. Перемоги (трамвайне коло)
- 302е: ст. м. «Холодна Гора» — сел. Жуковського
- 305е: просп. Перемоги (трамвайне коло) — Гіпермаркет «Епіцентр»
- 343т: ст. м. «23 серпня» (тролейбусне коло) — Лозовенька — Дергачі (центр)- Золочів
- 343т: (1): АС2 Центральний ринок — Мала Данилівка — Дергачі(Центр) Золочів — Уди
- 343т: (2): АС2 Центральний ринок — Мала Данилівка — Дергачі(Центр) Золочів — Олександрівка
- 343т: (3): АС2 Центральний ринок — Мала Данилівка — Дергачі(Центр) Золочів — Малижено
- 343т: (4): АС2 Центральний ринок — Мала Данилівка — Дергачі(Центр) Золочів — Лемешино
- 343т: (5): АС2 Центральний ринок — Мала Данилівка — Дергачі(Центр) Золочів — Сот. Козачок
- 343т: (6): АС2 Центральний ринок — Мала Данилівка — Дергачі(Центр) Золочів — Одноробівка
- 343т: (7) м.23 серпня (тролейбусне коло) — Лозовенька — Дергачі (центр)- Золочів — Івашки
- 354т: АС2 Центральний ринок — Мала Данилівка — Дергачі (Піски)
- 358т: АС2 Центральний ринок — Мала Данилівка — Дергачі(міськрада) — Слатине
- 359т: Дергачі — Олексіївський ринок — П'ятихатки — Руська Лозова
- 360т: АС2 Центральний ринок — Мала Данилівка — Дергачі(міська рада) — Прудянка
- 623т: Центральний ринок (вул. Різдвяна) — ст. Лозовенька — ХДЗВА (коло «Зоопарк») — с. Караван
- 648т: АС2 Центральний ринок — Мала Данилівка — Дергачі (міська рада) — Слатине — Козача Лопань
- без назв: ст. м. «Університет» (вихід до ХНУ ім. Каразіна) — Супермаркет «РОСТ» (Рогатинський в'їзд)